# 新井宿站
新井宿站（日语：／ Araijuku eki */?）是一個位於埼玉縣川口市大字新井宿，屬於埼玉高速鐵道線的鐵路車站。車站編號是SR 23。

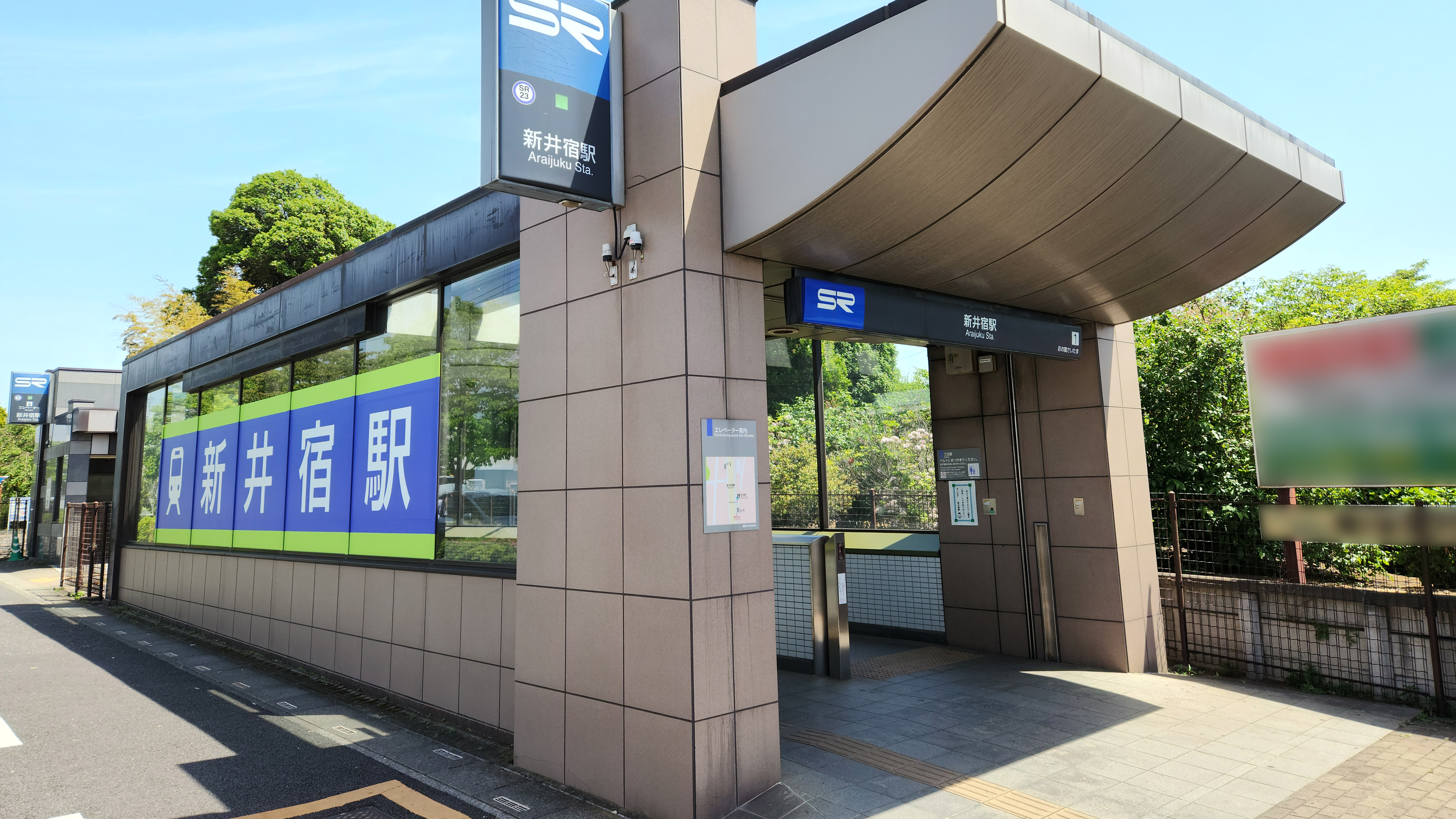
1號出入口（2023年5月）

## 車站構造

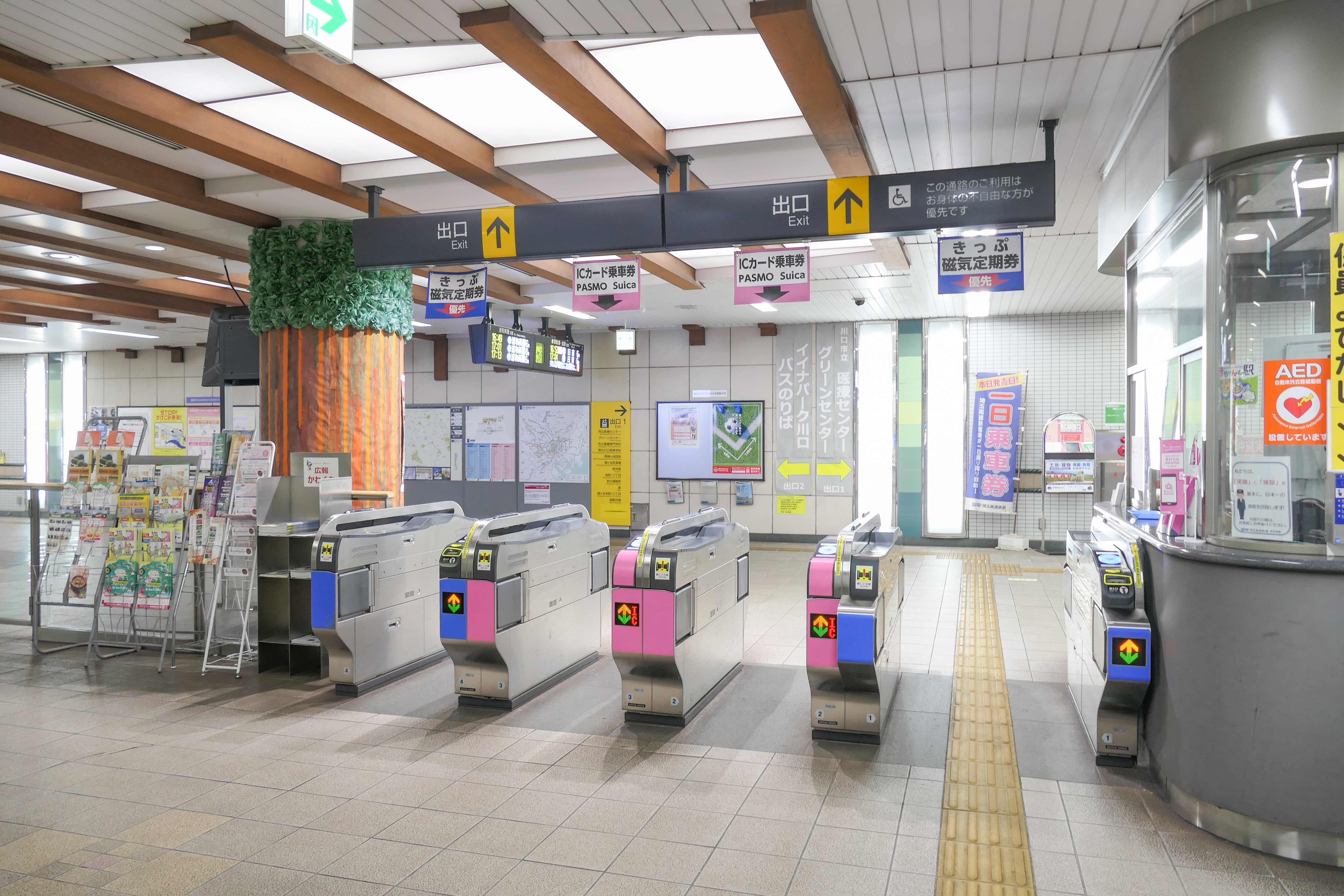
檢票口(2022年12月)

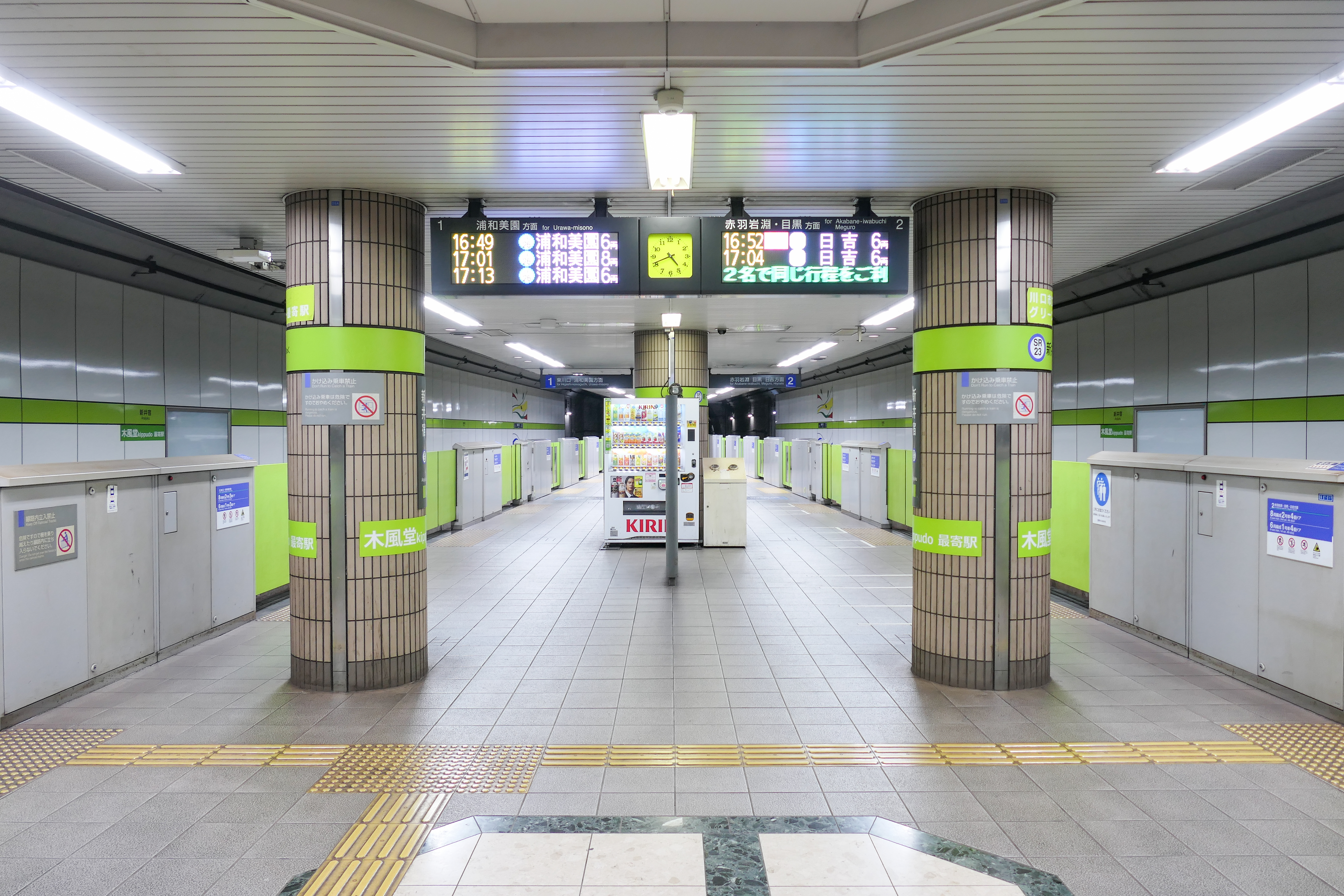
1號與2號月台(2022年12月)

島式1面2線的地底車站。裝有保安用的月台閘門系統。車站顏色是萌黃色。
車站的地面部分是坡度，出入口與閘口之間落差較大。地下1樓是單車停泊層，地下2樓是閘口層，地下3樓是月台。

### 月台配置
| 月台 | 路線       | 方向 | 目的地                   |
| ---- | ---------- | ---- | ------------------------ |
| 1    | 埼玉球場線 | 下行 | 東川口、浦和美園方向     |
| 2    | 埼玉球場線 | 上行 | 赤羽岩淵、目黑、日吉方向 |

## 利用狀況
2016年度的1日平均上車人次是5,316人。埼玉高速鐵道線的車站當中乘客人數最少。
開業以後的1日平均上車人次的推移如下表｡
| 年度               | 乘客人數 | 來源   |
| ------------------ | -------- | ------ |
| 2001年（平成13年） | 2,881    | [ 3 ]  |
| 2002年（平成14年） | 3,131    | [ 4 ]  |
| 2003年（平成15年） | 3,298    | [ 5 ]  |
| 2004年（平成16年） | 3,599    | [ 6 ]  |
| 2005年（平成17年） | 3,793    | [ 7 ]  |
| 2006年（平成18年） | 3,990    | [ 8 ]  |
| 2007年（平成19年） | 4,185    | [ 9 ]  |
| 2008年（平成20年） | 4,340    | [ 10 ] |
| 2009年（平成21年） | 4,445    | [ 11 ] |
| 2010年（平成22年） | 4,571    | [ 12 ] |
| 2011年（平成23年） | 4,515    | [ 13 ] |
| 2012年（平成24年） | 4,575    | [ 14 ] |
| 2013年（平成25年） | 4,790    | [ 15 ] |
| 2014年（平成26年） | 4,924    |        |
| 2015年（平成27年） | 5,166    |        |
| 2016年（平成28年） | 5,316    |        |

## 相鄰車站
埼玉高速鐵道
 埼玉球場線
鳩谷（SR 22）－新井宿（SR 23）－戶塚安行（SR 24）

## 外部連結
- 新井宿站 （页面存档备份，存于） - 埼玉高速鐵道